# Lee Ufan bij het Rijksmuseum

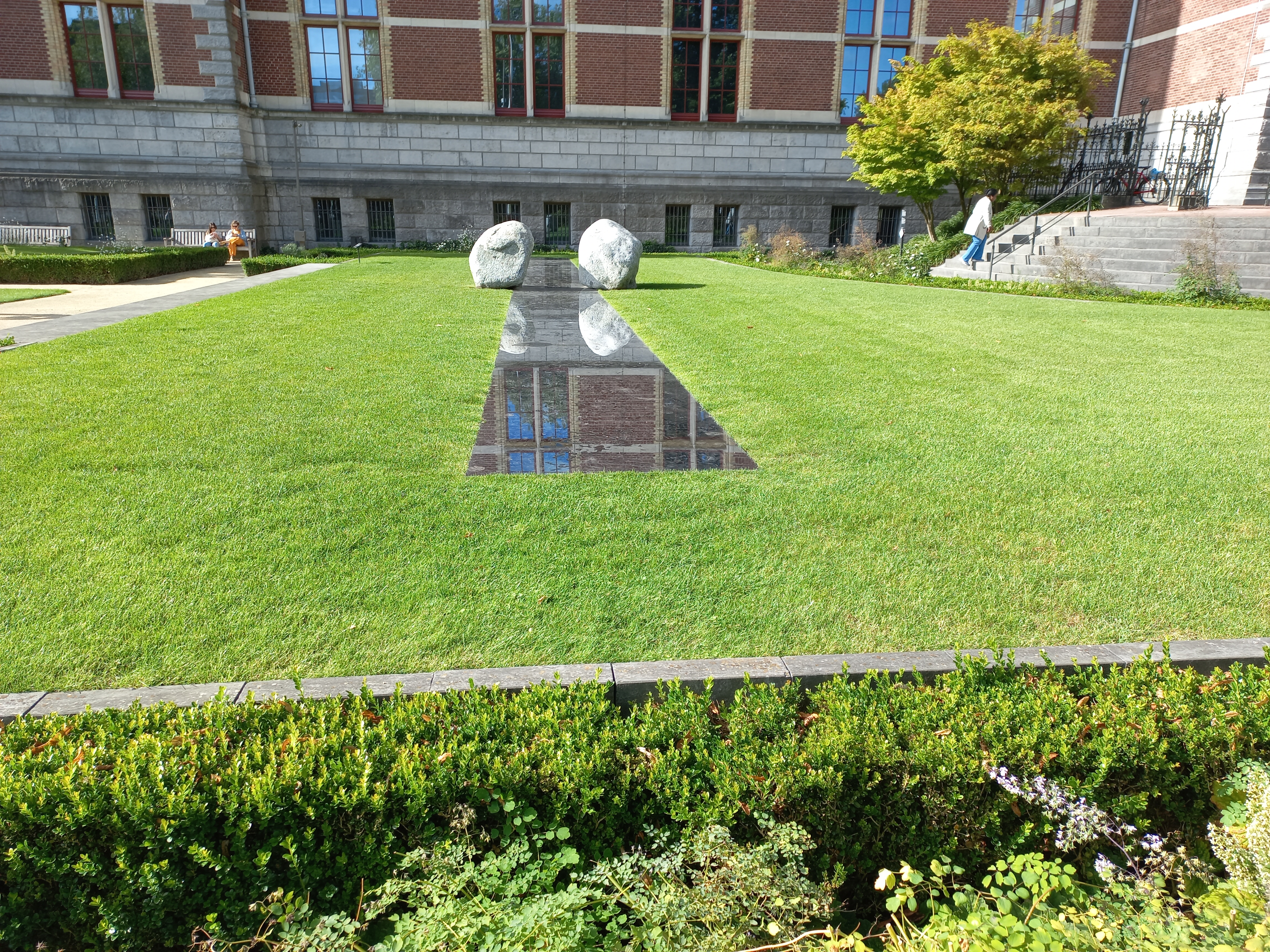
Relatum-The skyroad (september 2024)

Lee Ufan bij het Rijksmuseum was een tentoonstelling van sculpturen van de kunstenaar Lee Ufan in de tuinen van het Rijksmuseum Amsterdam.
Het Rijksmuseum organiseert vanaf 2013 elk jaar een beeldententoonstelling in de tuinen die het gebouw en de instelling omringen. Daarbij is niet altijd duidelijk dat er kunstwerken te zien zijn. In 2023 richtte bijvoorbeeld Richard Long graskunst in; grasvelden werden zo gemaaid dat een (tijdelijk) kunstwerk ontstond. Die kunstwerken gingen al tijdens de expositie langzaam op in de natuur.
Van 28 mei 2024 tot 27 oktober 2024 werd gelegenheid gegeven aan de Koreaanse kunstenaar Lee Ufan om zijn eerste solotentoonstelling te houden. Verspreid over het terrein werd een aantal sculpturen neergezet of neergelegd, die niet zo snel in de omgeving zouden opgaan. Lee Ufan plaatste rotsen in diverse omgevingen; centraal thema daarbij was stilstaan in een veranderende wereld; de kunstenaar omschreef het zelf als "Kunst der ontmoeting". Het Rijksmuseum verbond daaraan dat het rustpunten voorstellen binnen de drukte van het verkeerssysteem Museumplein, Hobbemakade, Stadhouderskade en Hobbemastraat. Daar komen dan nog de Onderdoorgang Rijksmuseum, doorgaande route voor voetgangers en fietsers, en een wirwar aan bezoekers. Ook werd er gewezen op de tegenstelling en overeenkomsten tussen de moderne beelden en de 19e-eeuwse architectuur van de gebouwen.
Lee Ufan (1936) werd ingeschakeld door de gastcurator Alfred Pacquement, die werkzaam was bij Centre Pompidou en vaste curator 20e-eeuwse kunst Mels Evers van het Rijksmuseum. De tentoongestelde beelden hadden als belangrijk element keien, geplaatst werden in verschillende landschappen. Zo gingen ze interactie aan met metaal en water, en door weerspiegeling ook soms met lucht. 
Overigens moesten de beelden van Lee Ufan wedijveren met de vaste tentoonstelling van beelden en objecten in die tuin. Lee Ufan heeft in Naoshima (Kagawa), Japan een eigen museum. 